# JL-10A (レーダー)
JL-10A 航空機搭載レーダーは、中国人民解放軍空軍が現在採用している232H型レーダーの後継機として、中国人民解放軍空軍向けに開発された高度にデジタル化された穴の付いた平面パルスドップラーレーダーである。
レーダーはMIL-STD-1553規格に準拠しているため、西側諸国の電子機器や兵器と互換性がある。本来は、セミアクティブ・レーダー・ホーミング誘導の空対空ミサイルを使用した場合、10機の目標を同時に追尾し（後に15機にアップグレード）、10機中2機に交戦可能（後に6機にアップグレード）、またはアクティブ・レーダー・ホーミング誘導空対空ミサイルを使用した場合は10機中4機の目標を追尾することが可能である。 

## 概要
レーダーには地形追従機能と地形回避機能があるが、これらの機能はほとんど使用されず、代わりに中国の「藍天/ブルースカイ」（en）という低高度航法ポッドなどと互換性があり、この2つの機能を機体に持たせることができる。地形追従・回避レーダー付きの航法ポッドをJL-10Aと併用する理由は、低空飛行専用の地形追従・回避モードを持つ一方で、火器管制モードは連続的で地形追従・回避などの航法モードとは分離されているため、JL-10Aは地形追従・回避モードと他の運用モードを切り替えることなく、常に火器管制モードに専念できるからである。より高度な電子走査フェーズドアレイの空中レーダーがミリ秒しか持続しないこととは異なり、JL-10Aは数秒から十数秒以上の走査が持続する穴付きの平面アレイレーダーであり、異なる運用モード間の切り替えには時間がかかりすぎるため、激しい戦闘状況下では受け入れられないとされており、このような状況下での中断を避けるためには、同じ運用モードにとどまっている方がはるかに良いだろう。なお、JL-10Aの地形追従・回避技術は、ベトナム戦争中に撃墜されたA-6やF-111から捕獲した地形追従レーダーを元に開発されたとされている。 
2006年に中国が最終的に発表した情報によると、JL-10Aの火器管制技術は一部、F-14のAN/AWG-9をベースにしていた。中国は1980年代にイランから少なくとも1台のAWG-9の完全なセットを入手し、アメリカのシステムをリバースエンジニアリングしようとした。しかし、中国は技術的に非常に遅れていたため、組み込みソフトウェアを完全に解読することも、必要なマイクロエレクトロニクスを製造することもできなかった。中国の技術でAWG-9の詳細設計を比較的十分に理解できるほどに成熟したのは、それから10年以上経った1990年代後半になってからであり、この頃には、1960年代の電子機器やアナログコンピュータ技術は、高度な設計原理/哲学ではあるが時代遅れであったため、アメリカのシステムの同一コピーは非効率的であると考えられていた。その結果、JL-10Aは代わりに固体電子工学と完全にデジタル化されたコンピュータ技術を採用した。 
しかし、中国は1990年代後半に大きな技術的ギャップに直面しており、AN/AWG-9と同等のシステムを製造する能力が限られていたため、JL-10Aが同時に追尾・交戦できる目標の数は、24目標を同時に追尾して6個と交戦できる AWG-9よりもはるかに少ないままであった。JL-10Aは15目標を同時に追尾し、うち6目標との交戦しかできない。同じ理由で、JL-10Aの射程もAWG-9 よりもはるかに短い。AWG-9の射程が 300+kmであるのに対し、JL-10Aの射程は104kmだけである。AWG-9の恩恵を受けた他の技術には、IRSTなどの電子光学との互換性が含まれている。アメリカの AWG-9と同様に、JL-10AはIRSTなどの他のセンサーを統合する大規模な機上火器管制システムの一部であり、中国のシステムは AMFCS（Airborne Multi-targets Fire Control System、機上複数標的火器管制システムの略）と呼ばれていて、F-14に搭載されている同様のシステムと全く同じ原理で動作するシステムとなっており、これを元にAMFCSは開発されている。AMFCSはJL-10Aの開発元である CLETRIが開発したもので、すでに JH-7A 飛豹に搭載されている。 
2001年に32：1のDBS（ドップラー・ビーム・シャープニング）能力を得たが、AN/APG-66の48：1にはまだ及ばず、AN/APG-68と似た64：1のDBS能力を持つようになったのは数年後のことであった。同じ頃、JL-10もアップグレードされ、15機の目標を同時に追尾し、うち6機と交戦する能力を持つようになった。2004年までには合成開口レーダー（SAR）能力が搭載され、逆合成開口レーダー（ISAR）も開発中であると言われている。 
このレーダーは既にテストされ、JH-7Aに首尾よく取り付けられ、C-802やロシアのKh-31空対艦ミサイルを含む武器を発射できる。JL-10Aは顧客の要求に応じて中国/パキスタンのFC-1に適合する。 

## 仕様
- 周波数：Xバンド
- 最大探知範囲：104 km
- 最大ルックアップ追跡範囲：80 km
- 最大ルックダウン追跡範囲：54 km
- 最大ルックアップエンゲージメント範囲：40 km
- 最大ルックダウンエンゲージメントの範囲：32 km
- 動作モード数：11
- セクター・スキャン：+/- 60 度
- 最大追尾目標数：15
- 最大交戦目標数：6
- 開発者：CLETRI（第607研究所）